# Museo diocesano d'arte sacra (Sarsina)

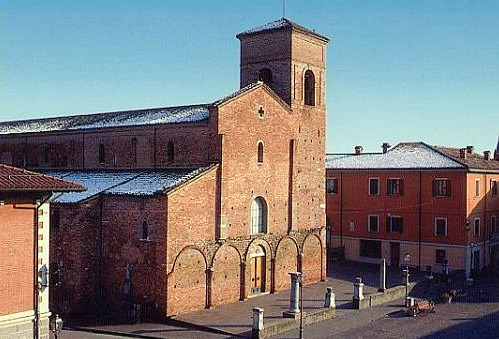
Il palazzo dell'Episcopio di Sarsina

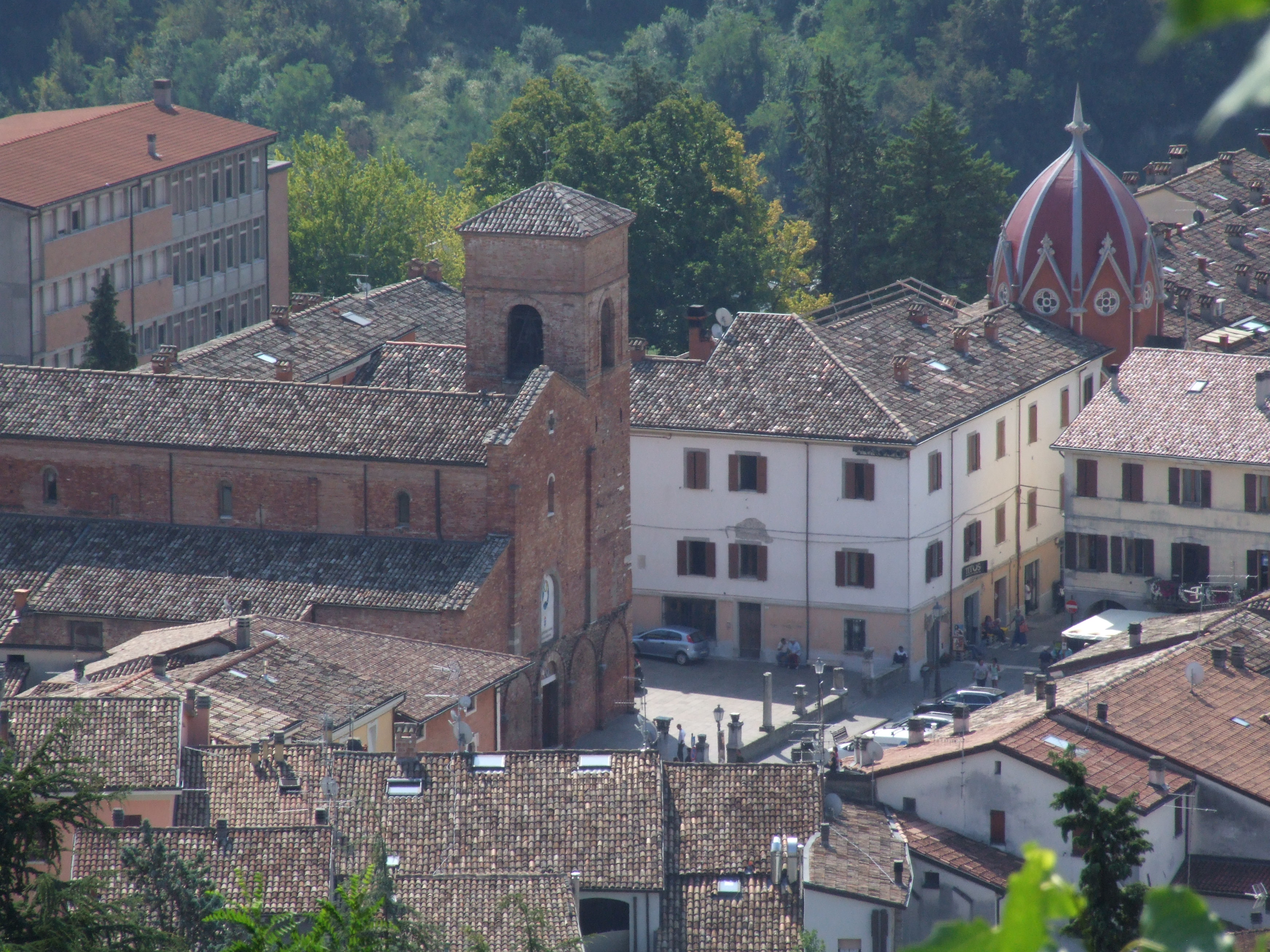
Piazza Plauto

Il Museo diocesano d'arte sacra di Sarsina (Forlì-Cesena), inaugurato nel 1987, è ubicato al primo piano del palazzo episcopale, che è stato la residenza dei vescovi fino al 1976. 

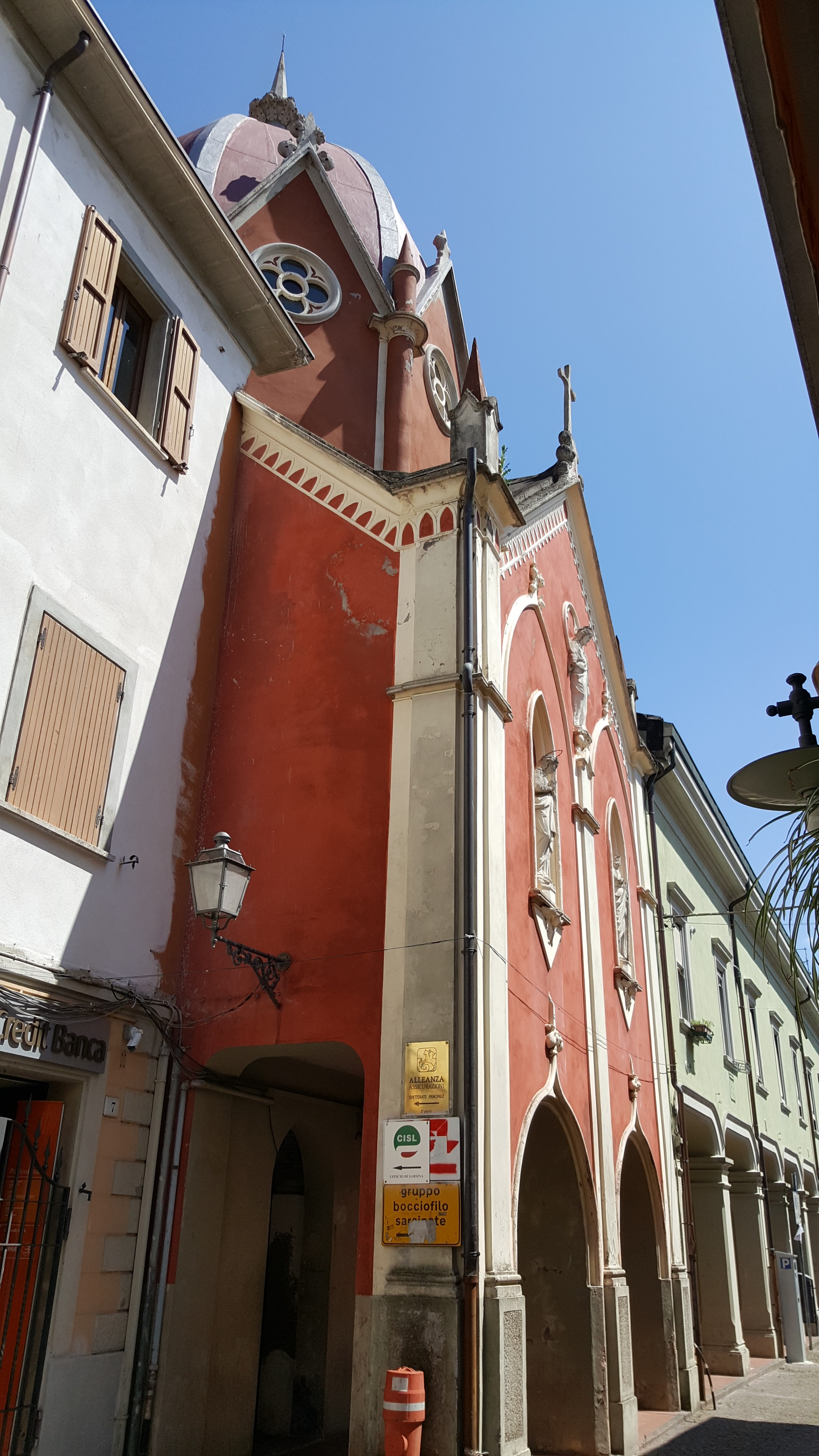
Cappella dell'Episcopio

Il Museo custodisce una preziosa raccolta di dipinti, sculture, arredi, paramenti sacri e suppellettile liturgica, proveniente dalla basilica di San Vicinio e da altre chiese del territorio diocesano sarsinate. 

## Opere
L'itinerario espositivo si sviluppa lungo quattro sale tematiche ed il cortile. 

### Sala I - II
Nelle prime due sale, all'interno di apposite teche, sono esposti paramenti sacri (pianete, piviali, mitre, manipoli e stole), per lo più appartenuti ai vescovi sarsinati, databili dal XVIII al XIX secolo. Di particolare pregio:
- la Mitria di mons. Giovanni Bernardino Vendemini, vescovo di Sarsina (1733 - 1749);
- la Mitria di mons. Nicola Casali, vescovo di Sarsina (1787 - 1815).

Vi sono, inoltre, conservati:
- una tegola con bassorilievo raffigurante un Grifo alato (XIII secolo), proveniente dall'abbazia di San Salvatore in Summano, oggi in fase di restauro.
- un grande mobile, con cassetti a scomparsa, databile al XV secolo;
- alcuni antichi tabernacoli dipinti, uno dei quali risalente al XVI secolo.

### Sala III
Dalla prima sala si accede alla cappella vescovile, oggi adibita a pinacoteca, nella quale sono conservati dipinti di scuola bolognese e marchigiana, fra i quali si ricordano:
- la Madonna con Gesù Bambino, olio su tela, attribuita a Bartolomeo di Maestro Gentile da Urbino, proveniente dalla chiesa di Montesorbo di Mercato Saraceno;
- due tavole con san Pietro e san Petronio (fine XVI secolo), d'ambito bolognese.
- Riposo dalla fuga in Egitto, attribuito a Michele Valbonesi.
- un frammento di affresco con san Rocco  (1544), proveniente dalla chiesa di Monteriolo.

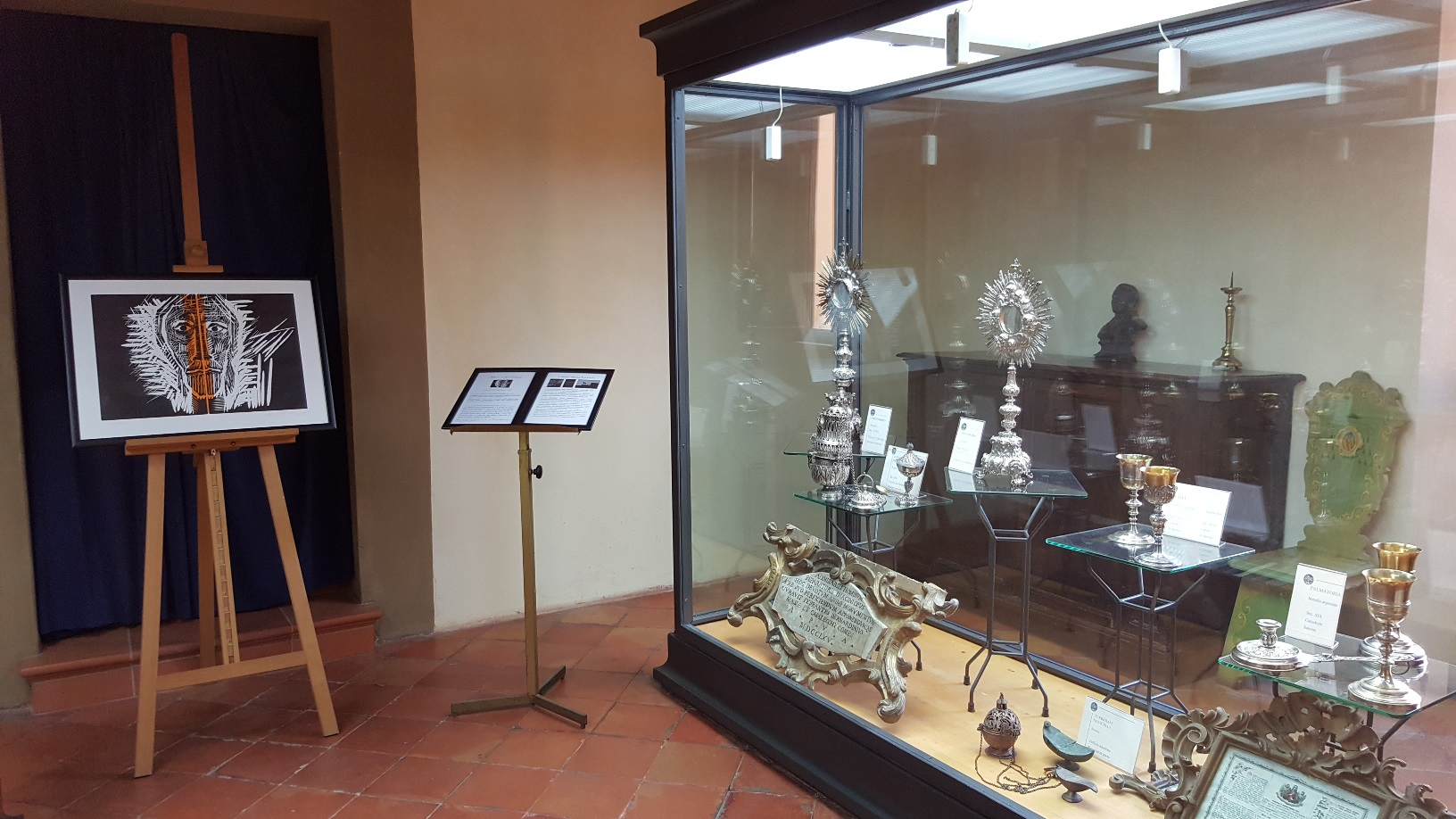
La sala IV con l'esposizione temporanea della xilografia "Rivoluzione" di Mimmo Paladino. 2017

### Sala IV
Il percorso espositivo prosegue con la quarta sala dove, entro teche, sono esposte argenterie sacre databili dalla metà del XVIII all'inizio del XIX secolo.

### Cortile
Nel cortile sono conservati frammenti architettonici e decorativi di età romana, provenienti dall'antico nucleo urbano di Sarsina.
Inoltre, completa la visita una raccolta di campane (unica in Italia), alcune delle quali risalgono al XIV - XV secolo, provenienti da chiese e oratori chiusi o saltuariamente aperti al culto. Fra queste di notevole interesse:
- la Campana della Pieve di Montesorbo (1348), opera di Sacohus da Sassoferrato.